# Pectinivalva commoni
Pectinivalva commoni là một loài bướm đêm thuộc họ Nepticulidae. Nó được tìm thấy dọc theo tây nam bờ biển của Tây Úc.
Sải cánh dài khoảng 5.3 mm đối với con đực và 5.3-5.6 mm đối với con cái.
Ấu trùng ăn an Eucalyptus species, possibly Eucalyptus delegatensis. Chúng ăn lá nơi chúng làm tổ. 